# Botanischer Garten Jevremovac

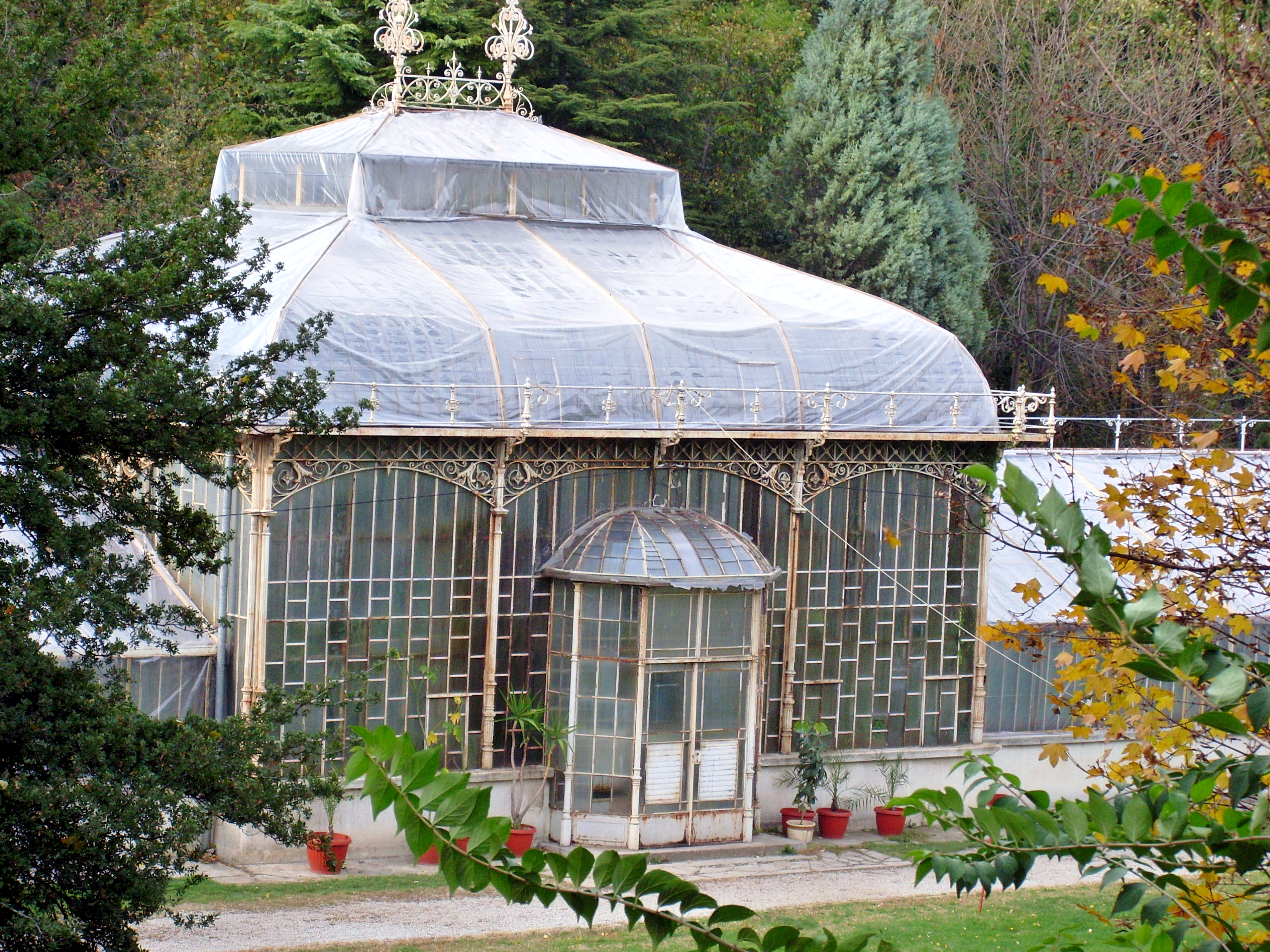
Gewächshaus im Botanischen Garten

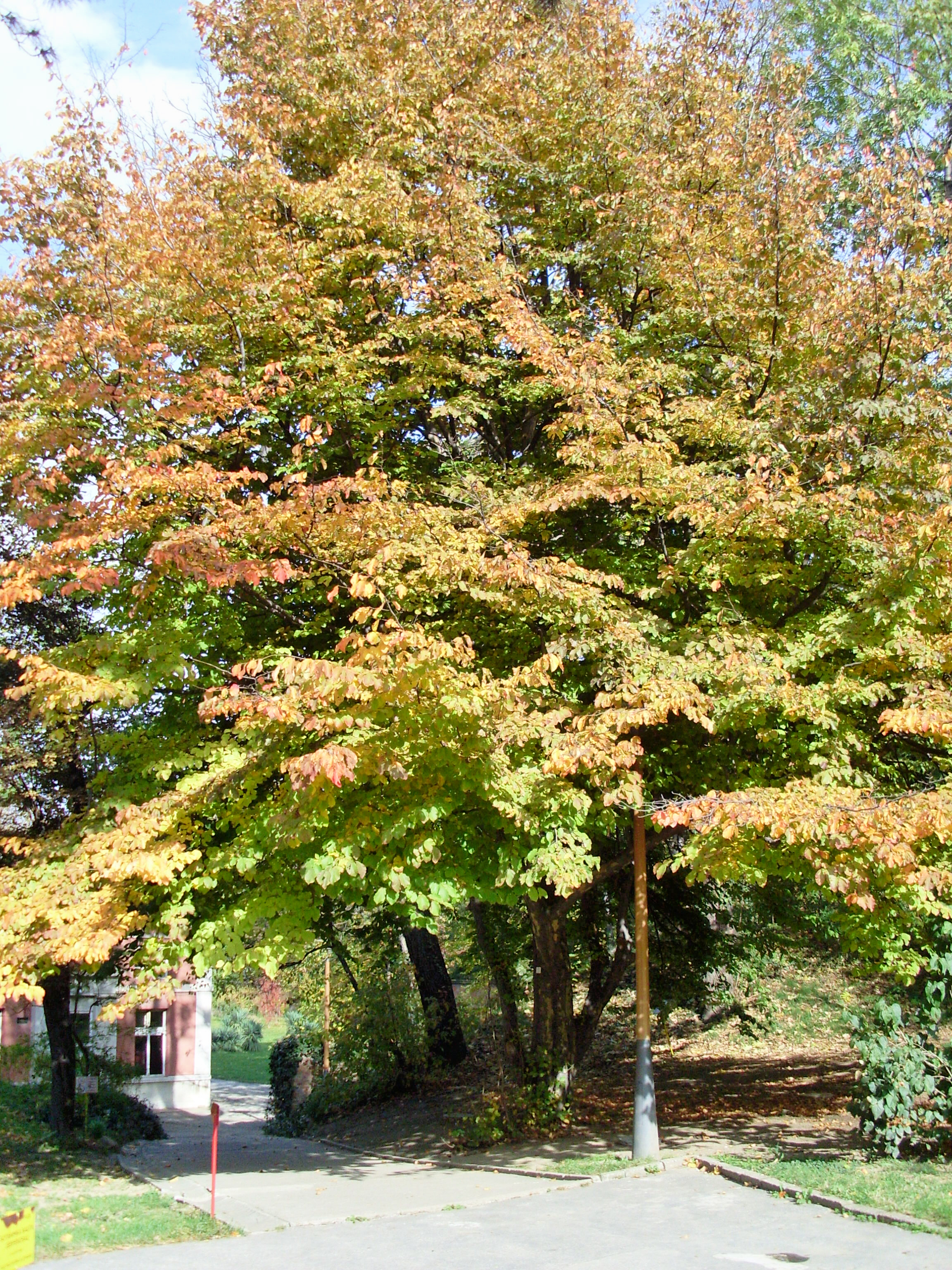
Persischer Eisenholzbaum

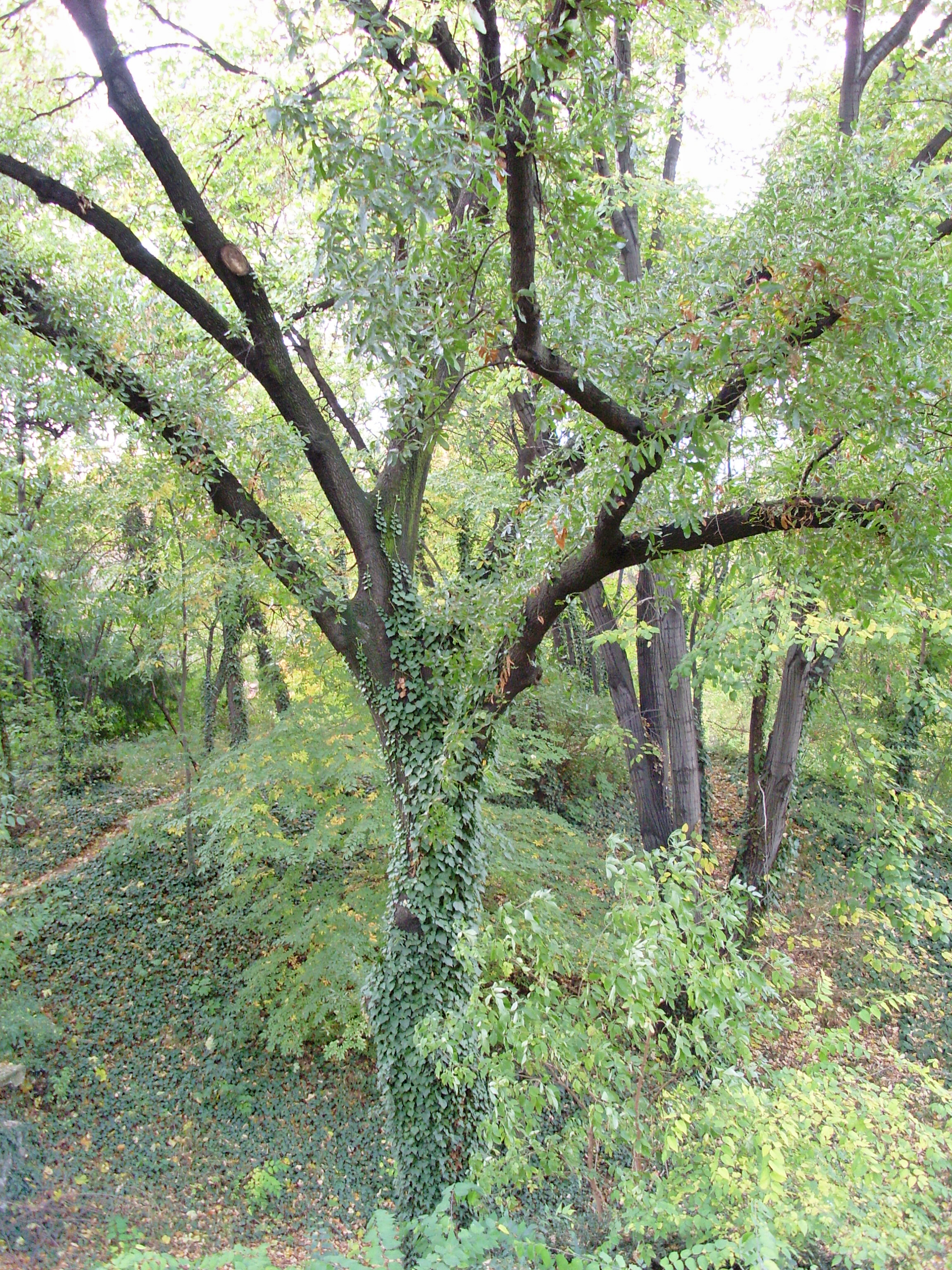
Mazedonische Eiche

Der Botanische Garten Jevremovac in Belgrad ist der wichtigste Botanische Garten in Serbien und Teil des Botanischen Institutes der Universität Belgrad, gegründet 1874 von Josif Pančić. 1889 wurde mit der städtebaulichen Umsetzung begonnen.
Der Botanische Garten Jevremovac befindet sich im Südosten des Stadtbezirks Stari Grad (Altstadt) an der Takovska ulica. Auf fünf Hektar Fläche finden sich vor allem ein weitläufiges Arboretum sowie ein Gewächshaus aus dem 19. Jahrhundert. Im Garten sind die Botanischen Institute der Biologischen Fakultät der Universität Belgrad sowie das 1860 gegründete Herbarium (Internationale Herbarabkürzung BEOU) mit 150.000 Exikata aus der Flora des Balkans.

## Anlage
Der Haupteingang zum Botanischen Garten ist an der Ecke der Straßen Takovska und Dalmatinska. Rechts hinter dem Eingang findet sich die Statue von Josef Pančić. Im Arboretum mit zahlreichen endemischen Baumarten der Balkanhalbinsel sind insbesondere die halbimmergrünen Baumarten der Subtropen interessant (Mazedonische Eiche). Daneben finden sich auch tertiäre Relikte der hyrkanischen Florenprovinz wie Parrotia persica. Neben dem Verwaltungsgebäude und dem Herbar des botanischen Institut ist ein kleines Alpinum mit zum Teil seltenen Endemiten (Iris orjenii und Edraianthus ssp.) der Balkanhalbinsel. Ein kleiner Trinkbrunnen führt zum Gewächshaus, das noch in seiner Originalausstattung der aus Dresden gelieferten Heizanlagen und Eisenkonstruktion erhalten ist. Hinter dem Glashaus liegt der neue Japanische Garten mit Pavillon und Bach. Neben Schaurabatten sind die einladenden Spazierwege beliebte Naherholungszonen der Belgrader.

## Funktion
Neben der wissenschaftlichen Forschung und der Arbeit an der Erhaltung der Biodiversität vermittelt der Botanische Garten Jevremovac durch geschulte Führungen auch an Laien ein besseres Verständnis ökologischer Zusammenhänge sowie der evolutionären Entwicklung der Flora, die einen überwiegenden Fokus auf die Flora und Vegetation der Balkanhalbinsel hat.